# Літні Дефлімпійські ігри 2009
Літні Дефлімпійські ігри 2009 — міжнародні дефлімпійські ігри, які пройшли у місті Тайпей (Тайвань) з 5 по 15 вересня 2009 року. Це треті Дефлімпійські ігри, що пройшли в Азійсько-тихоокеанському регіоні. Дзюдо, карате і тхеквондо були вперше включені до програми літніх Дефлімпійських ігор.

## Види спорту
Змагання на Дефлімпійських іграх 2009 пройшли у 20 видах спорту: 15 індивідуальних та 5 командних.

### Індивідуальні
| - Легка атлетика - Бадмінтон - Боротьба - Боулінг - Велосипедні гонки |  | - Вільна боротьба - Греко-римська боротьба - Дзюдо - Карате - Настільний теніс |  | - Плавання - Спортивне орієнтування - Стрільба - Тхеквондо - Теніс |  |

### Командні
- Баскетбол
- Водне поло
- Волейбол
- Гандбол
- Пляжний волейбол
- Футбол

## Країни-учасниці
У іграх взяли участь 80 національних асоціацій::
| - Аргентина (57) - Вірменія (5) - Австралія (34) - Австрія (25) - Азербайджан (4) - Білорусь (46) - Бельгія (11) - Беліз (5) - Болівія (2) - Бразилія (17) - Болгарія (23) - Канада (25) - Чилі (2) - КНР (100) - Колумбія (21) - Хорватія (36) - Куба (3) - Кіпр (8) - Чехія (19) - Данія (61) |  | - Естонія (25) - Фіджі (18) - Фінляндія (23) - Франція (64) - Німеччина (184) - Гана (48) - Греція (70) - (47) - Угорщина (26) - Індія (29) - Індонезія (17) - Іран (68) - Ірландія (47) - Ізраїль (23) - Італія (85) - Японія (226) - Казахстан (63) - Кенія (35) - Південна Корея (86) - Киргизстан (15) |  | - Латвія (5) - Литва (54) - (3) - Північна Македонія (6) - Малайзія (7) - Мальта (3) - Мексика (5) - Молдова (2) - Монголія (19) - Нідерланди (19) - Нова Зеландія (8) - Нігерія (51) - Норвегія (9) - Пакистан (13) - Перу (2) - Філіппіни (7) - Польща (50) - Португалія (22) - Пуерто-Рико (3) - Росія (284) |  | - Саудівська Аравія (13) - Сербія (15) - Сейшельські Острови (3) - Сінгапур (10) - Словаччина (10) - Словенія (19) - ПАР (41) - Іспанія (47) - Швеція (43) - Швейцарія (20) - Китайський Тайпей (173) — господарі - Таїланд (45) - Туреччина (111) - Україна (179) - ОАЕ (12) - Велика Британія (92) - США (167) - Узбекистан (18) - Венесуела (54) - Ємен (7) |  |

## Медальний залік
- За на здобутими нагородами країни-учасниці розташувалися так:

| Місце   | Країна                  | Золото | Срібло | Бронза | Загалом |
| ------- | ----------------------- | ------ | ------ | ------ | ------- |
| 1       | Росія (RUS)             | 29     | 41     | 28     | 98      |
| 2       | Україна (UKR)           | 20     | 22     | 25     | 67      |
| 3       | Південна Корея (KOR)    | 14     | 13     | 7      | 34      |
| 4       | КНР (CHN)               | 12     | 9      | 17     | 38      |
| 5       | Китайський Тайпей (TPE) | 11     | 11     | 11     | 33      |
| 6       | Білорусь (BLR)          | 10     | 6      | 7      | 23      |
| 7       | США (USA)               | 10     | 5      | 7      | 22      |
| 8       | ПАР (RSA)               | 8      | 2      | 2      | 12      |
| 9       | Японія (JPN)            | 5      | 6      | 9      | 20      |
| 10      | Швеція (SWE)            | 5      | 2      | 3      | 10      |
| 11      | Туреччина (TUR)         | 4      | 6      | 7      | 17      |
| 12      | Італія (ITA)            | 4      | 5      | 5      | 14      |
| 13      | Франція (FRA)           | 4      | 2      | 6      | 12      |
| 14      | Естонія (EST)           | 4      | 2      | 2      | 8       |
| 15      | Кенія (KEN)             | 4      | 2      | 1      | 7       |
| 16      | Німеччина (GER)         | 3      | 8      | 12     | 23      |
| 17      | Іран (IRI)              | 3      | 5      | 5      | 13      |
| 18      | Австралія (AUS)         | 3      | 2      | 1      | 6       |
| 19      | Венесуела (VEN)         | 3      | 1      | 2      | 6       |
| 20      | Литва (LTU)             | 2      | 4      | 7      | 13      |
| 21      | Латвія (LAT)            | 2      | 3      | 0      | 5       |
| 22      | Угорщина (HUN)          | 2      | 0      | 3      | 5       |
| 23      | Куба (CUB)              | 2      | 0      | 2      | 4       |
| 23      | Португалія (POR)        | 2      | 0      | 2      | 4       |
| 25      | Норвегія (NOR)          | 2      | 0      | 0      | 2       |
| 26      | Велика Британія (GBR)   | 1      | 4      | 5      | 10      |
| 27      | Польща (POL)            | 1      | 2      | 1      | 4       |
| 28      | Болгарія (BUL)          | 1      | 1      | 3      | 5       |
| 29      | Монголія (MGL)          | 1      | 0      | 2      | 3       |
| 29      | Швейцарія (SUI)         | 1      | 0      | 2      | 3       |
| 31      | Нова Зеландія (NZL)     | 1      | 0      | 1      | 2       |
| 31      | Пуерто-Рико (PUR)       | 1      | 0      | 1      | 2       |
| 33      | Хорватія (CRO)          | 1      | 0      | 0      | 1       |
| 33      | Фінляндія (FIN)         | 1      | 0      | 0      | 1       |
| 33      | Нідерланди (NED)        | 1      | 0      | 0      | 1       |
| 36      | Греція (GRE)            | 0      | 2      | 3      | 5       |
| 37      | Канада (CAN)            | 0      | 2      | 0      | 2       |
| 37      | Нігерія (NGR)           | 0      | 2      | 0      | 2       |
| 39      | Ірландія (IRL)          | 0      | 1      | 1      | 2       |
| 39      | Малайзія (MAS)          | 0      | 1      | 1      | 2       |
| 39      | Сербія (SRB)            | 0      | 1      | 1      | 2       |
| 42      | Чехія (CZE)             | 0      | 1      | 0      | 1       |
| 42      | Словаччина (SVK)        | 0      | 1      | 0      | 1       |
| 42      | Іспанія (ESP)           | 0      | 1      | 0      | 1       |
| 45      | Аргентина (ARG)         | 0      | 0      | 2      | 2       |
| 45      | Австрія (AUT)           | 0      | 0      | 2      | 2       |
| 47      | Бразилія (BRA)          | 0      | 0      | 1      | 1       |
| 47      | Данія (DEN)             | 0      | 0      | 1      | 1       |
| 47      | Гонконг (HKG)           | 0      | 0      | 1      | 1       |
| 47      | Індія (IND)             | 0      | 0      | 1      | 1       |
| 47      | Казахстан (KAZ)         | 0      | 0      | 1      | 1       |
| 47      | Киргизстан (KGZ)        | 0      | 0      | 1      | 1       |
| 47      | Мексика (MEX)           | 0      | 0      | 1      | 1       |
| 47      | Саудівська Аравія (KSA) | 0      | 0      | 1      | 1       |
| 47      | Узбекистан (UZB)        | 0      | 0      | 1      | 1       |
| Total： | Total：                 | 178    | 176    | 205    | 559     |